# Burg Steinsberg
Die Burg Steinsberg ist die zum Teil restaurierte Ruine einer mittelalterlichen Höhenburg im Ort Weiler, einem Stadtteil von Sinsheim im Rhein-Neckar-Kreis (Baden-Württemberg).

## Lage und Geologie
Die Burg liegt auf dem 333 Meter hohen Steinsberg, einem ehemaligen Vulkan, dessen Südseite mit Wein bepflanzt ist. Weil sie weithin sichtbar ist, wird sie bereits seit der Zeit des Bauernkriegs auch „Kompass des Kraichgaus“ genannt.

## Geschichte
Der Steinsberg wird erstmals 1109 zusammen mit dem Edlen Eberhard von Steinsberg genannt. Dieser ist wahrscheinlich identisch mit dem zweimal um 1110 und 1123 genannten Eberhard von Hilresbach (Hilsbach) und gehört den edelfreien Werinharden von Steinsberg an, die auch in Michelbach bei Gaggenau vor 1102 zwei Burgen erbauten (Klarhof 1992 und 1997) und von 1109 bis etwa 1180 Grafen des Elsenzgaus waren. Die Werinharde von Steinsberg gelten als Erbauer der ersten Burganlage, über deren Aussehen es jedoch keine Vorstellungen gibt.
Um 1180 kam die reichsunmittelbare Burg wohl über eine Erbtochter an die Grafen von Oettingen. Das Aussterben der Werinharde und der Besitzübergang an die Oettinger ist in Versen des Minnesängers Spervogel aus der Zeit um 1190 belegt.  Im Auftrage der Stauferkaiser Friedrich I. und Friedrich II. ließen die Grafen von Oettingen zuerst um 1180/1200 (u. a. Lutz 1977) die zwölfeckige Mantelmauer aus Schilfsandstein und ab 1220 den herrlichen achteckigen Bergfried (Gehrig 1979) aus Keupersandstein erbauen, als staufisches Machtsymbol und zum Schutz wichtiger Handels- und Geleitstraßen im Umfeld der freien Reichsstadt Sinsheim. Erbauer des Bergfrieds wird Konrad von Oettingen gewesen sein, der 1223 genannt ist und 1241/42 starb (Gehrig 1979). Die vielen Steinmetzzeichen im Bergfried deuten auf eine große Bauhütte und eine kurze Bauzeit hin. Achteckige Burganlagen und Türme, wie sie auch im Elsass im letzten Viertel des 12. und der ersten Hälfte des 13. Jahrhunderts entstanden, sind eindeutige Symbole staufischer Macht und Ordnung (Salch 1994). Der Stauferkaiser Friedrich II. ließ das Castel del Monte in Apulien um 1240–1250 ebenfalls in achteckiger Form errichten.

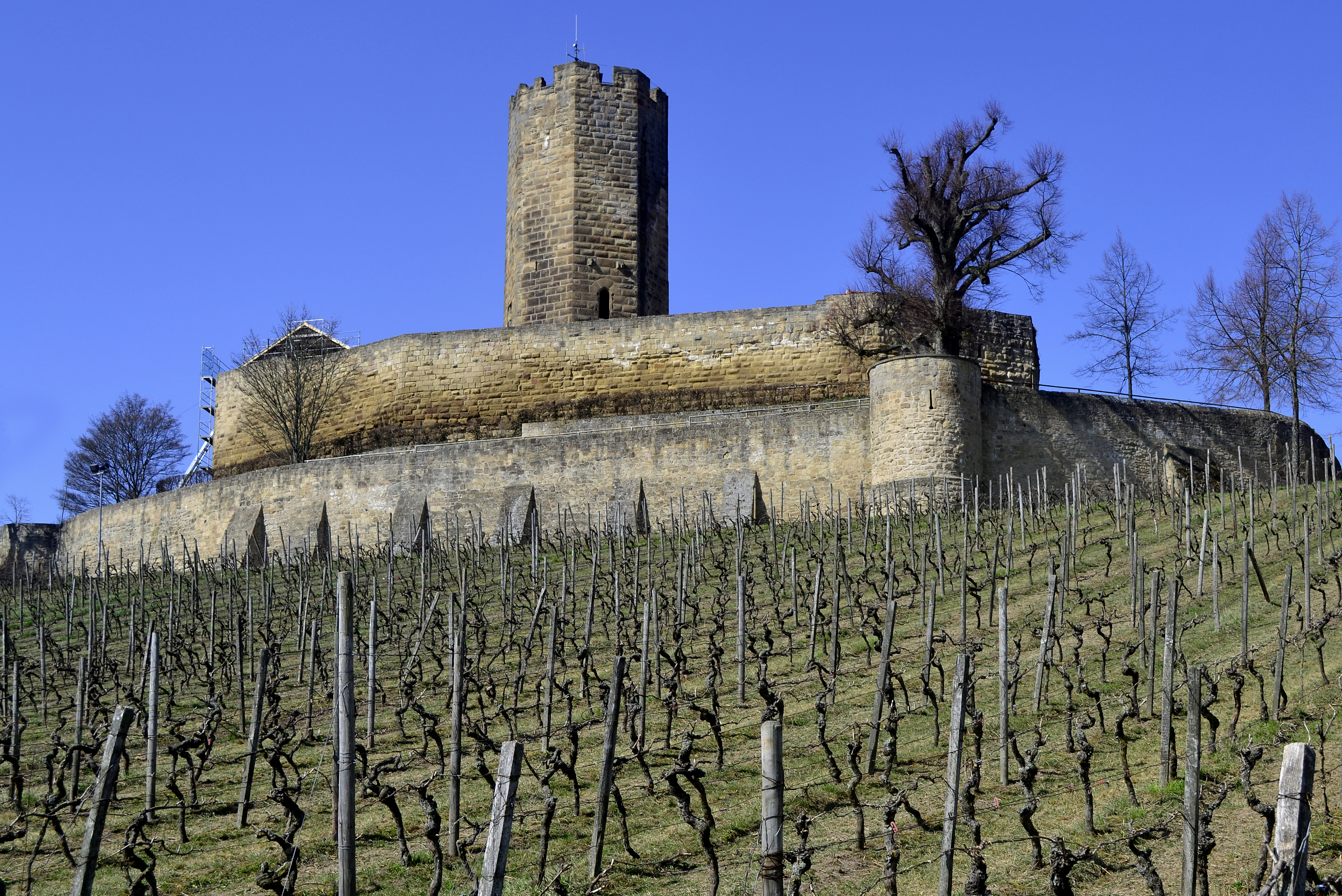
Burg Steinsberg

Um 1310 übergab Konrad (IV.) von Oettingen seinen Besitz an die Pfalzgrafen Rudolf und Ludwig. Zwar erhielt Konrad von Oettingen von den Pfalzgrafen laut einer Urkunde vom 29. März 1310 den Besitz zurück, jedoch fiel er in Ungnade und verstarb außer Landes, so dass die Pfalzgrafen Burg Steinsberg 1311 an die Grafen von Hohenlohe verpfändeten. Das Pfand wurde rasch wieder eingelöst, doch der 1314 zum römisch-deutschen König gewählte Ludwig hat den Steinsberg auch in den Folgejahren an die Hohenloher versetzt.
Im Hausvertrag von Pavia von 1329 bestimmte der inzwischen zum Kaiser gekürte Ludwig, dass der Steinsberg mit Hilsbach an die Pfalzgrafen Rudolf und Ruprecht fallen solle. Mit dem pfälzischen Teilungsvertrag von 1338 kam der Steinsberg mit Hilsbach an die Pfalzgrafen Ruprecht I. und Ruprecht II. Ab 1350 saßen kurpfälzische Vögte auf der Burg, zu der 1369 ein Bauhof, eine Kelter und über 250 Morgen Land gehörten. Nachdem bereits 1353 Kaiser Karl IV. einer Verpfändung des Steinsbergs an die Grafen von Katzenelnbogen zugestimmt hatte, stand die Burg 1380/81 unter Verwaltung dieser Grafen. König Ruprecht urkundete 1403 und 1406 mehrfach auf dem Steinsberg und verpfändete die Burg 1407 an Hans d. A. von Leuchtenberg, weswegen 1409 der Steinsberger Burgmann Albrecht I. von Berwangen nach Bretten versetzt wurde. Im Januar 1410 war die Burg zeitweilig an Schwarz-Reinhard von Sickingen verpfändet, nach dem Tode König Ruprechts teilten dessen Testamentsvollstrecker im Oktober 1410 die Burg Otto I., dem Begründer der Pfalzgrafschaft Mosbach, zu. Mit dem Ende dieser Pfälzer Seitenlinie 1499 kam die Burg wieder zur Hauptlinie zurück. Daraufhin veräußerte Kurfürst Ludwig V. die Burg 1517 im Zuge eines Gütertauschs an Hans Ypolit von Venningen. Die Herren von Venningen hatten auf dem Steinsberg mit Hans von Venningen 1422 bis 1429 bereits einen kurpfälzischen Vogt gestellt. Der Sitz der kurpfälzischen Vogtei für die Besitzungen im südlichen Kraichgau wechselte daraufhin nach Hilsbach, wo die Kellerei Hilsbach diese Funktion übernahm.
Am 12. Mai 1525 wurde die Burg im Bauernkrieg niedergebrannt. Die Stadt Eppingen, woher die aufständischen Bauern gekommen waren, musste hierfür anschließend 5000 Gulden Schadenersatz leisten. Die ganze Summe floss jedoch nicht in den Wiederaufbau, da nach dem Tod von Hans Ypolit von Venningen 1526 Erbstreitigkeiten zwischen Ludwig von Venningen und der Allodialerbin Katharina Ulner von Dieburg entbrannten. Kurfürst Ludwig sprach schließlich die Burg mit Urkunde vom 27. Juli 1526 Ludwig von Venningen zu, während Katharina Ulner von Dieburg 2000 Gulden aus der Ersatzleistung erhielt. Der Wiederaufbau der Burg ist durch Jahreszahlen und Wappentafeln von 1527 und 1556 belegt. Auch ein Reliefstein, der heute am Eingang zur Burggaststätte angebracht ist, erinnert an den Wiederaufbau von 1527.
Die Burg wurde für rund 200 Jahre von den Herren von Venningen bewohnt, bis 1718 mit Georg Friedrich von Venningen, der sich auf dem Steinsberg versehentlich erschoss, der letzte Vertreter der Steinsberger Linie verstarb. Das Lehen über den Steinsberg wurde daraufhin im Juni 1719 von Pfalzgraf Karl Philipp für Karl Ferdinand von Venningen erneuert, der seinen Wohnort jedoch in Eichtersheim hatte.
1761 hat man die nahe Annakapelle auf dem Steinsberg instand gesetzt. Die Burg scheint jedoch zu dieser Zeit schon in Verfall gewesen zu sein, da Abbildungen aus den Jahren 1759, 1762 und 1776 den Bergfried bereits ohne Dach zeigen. Durch Blitzeinschlag wurde 1777 ein weiteres Turmdach, wohl das eines der Tortürme, zerstört. Nachdem 1779 Karl Philipp von Venningen alle Dächer und Balken entfernen ließ, verfiel die Burg rund zwei Jahrhunderte lang. Nur vereinzelt fanden noch Bauarbeiten statt.
Im Jahr 1972 verkaufte die Familie von Venningen die Burg an die Stadt Sinsheim, die umfangreiche Restaurierungs- und Sicherungsmaßnahmen vornehmen und die Burg zur gastronomischen Nutzung herrichten ließ. Der Bergfried, einige Wirtschaftsgebäude sowie zwei umlaufende Burggräben mit Wehrtürmen und Wehrgängen wurden saniert und können besichtigt werden.
Von 2011 bis 2016 investierte die Stadt Sinsheim 2,2 Millionen Euro in die Burg. Seit Ende 2015 gibt es an der südlichen inneren Wehrmauer eine Aussichtsplattform. Für die Renovierung des Mauerwerks des Burgfrieds stellte die Stadt Sinsheim 2017 weitere etwa 1,5 Millionen Euro zur Verfügung und erhielt davon 238.580 Euro aus dem Denkmalförderprogramm des Landes Baden-Württemberg.

## Anlage

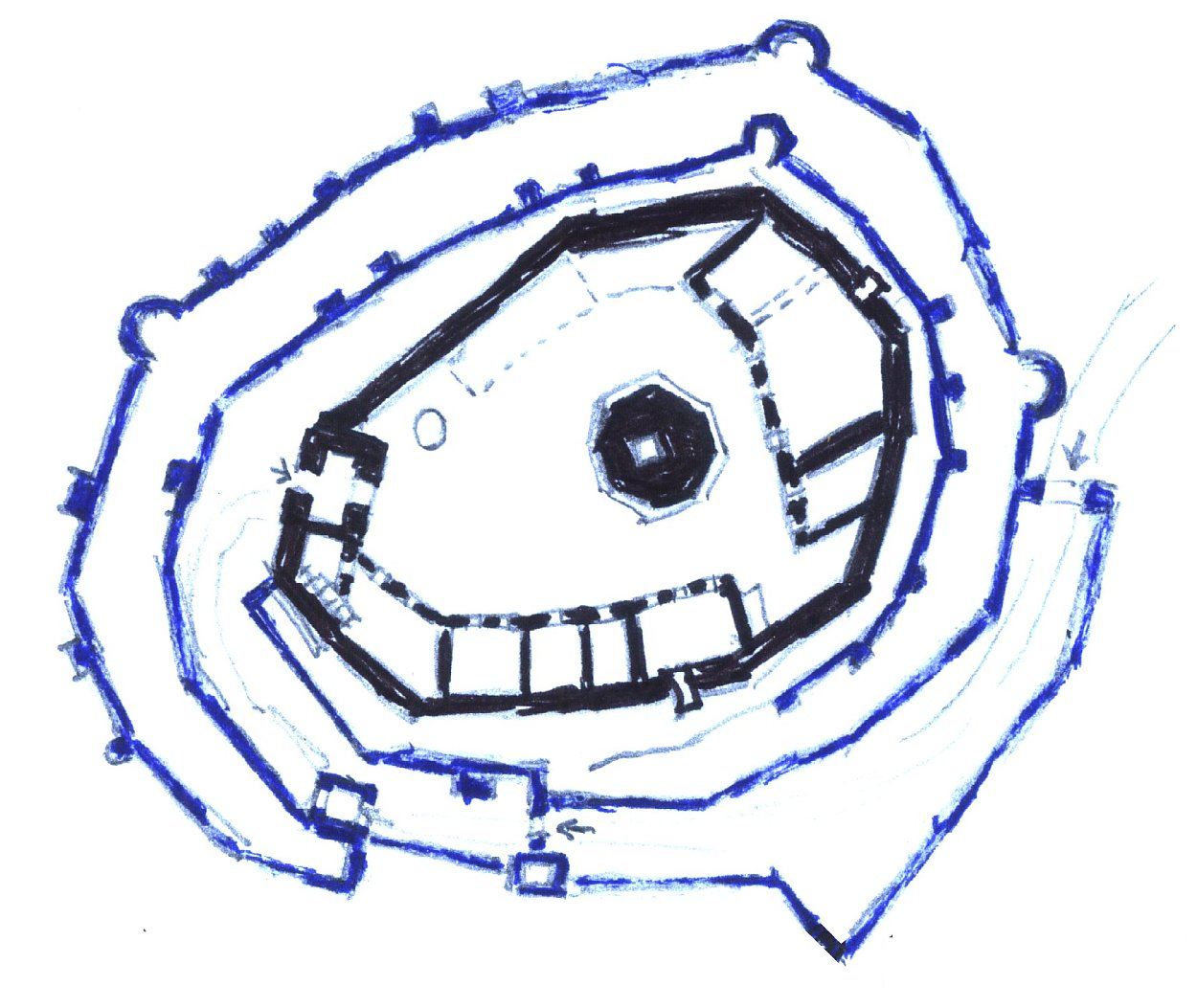
Grundriss. Schwarz: Kernburg des 13. Jahrhunderts; blau: spätmittelalterliche Zwingermauern

Einzigartig ist der zentrale, 30 Meter hohe Bergfried, erbaut etwa ab 1220 aus Keupersandstein. Er ist im Grundriss achteckig und erinnert an die Oktogone von Eguisheim, Guebwiller, Wangen und Kilchberg. Auch sei an den aus einem Achteck entwickelten siebeneckigen Bergfried von Burg Gräfenstein zu erinnern und nicht zuletzt an das apulische Castel del Monte. Der ursprüngliche Eingang zum Turm befand sich in 11,80 Meter Höhe und war nur über einen hölzernen Steg und eine Zugbrücke zu erreichen. Kurz vor 1800 wurde der Turm über einen ebenerdigen Zugang wieder zugänglich gemacht, nachdem es keinen Steg mehr gab. An Außen- und Innenwänden des Turms sind zahlreiche mittelalterliche Steinmetzzeichen erhalten. Der Bergfried kann heute über eine Innentreppe als Aussichtsturm bestiegen werden und bietet einen guten Rundblick ins Kraichgau.
Um den Bergfried legt sich eine unregelmäßig polygonale Ringmauer. Turm und Ringmauer sind rundum in regelmäßigem Buckelquadermauerwerk ausgeführt. Selbst die Schießscharten sind durch Buckelquader eingefasst. An die Innenseiten der Ringmauer lehnen sich im Stile einer Randhausburg die Wohn- und Wirtschaftsgebäude der Burg an. Die seit einem langen Zeitraum verfallenen Gebäude sind heute in vereinfachter Form und meist auf ein Geschoss reduziert wiederhergestellt. Der ursprüngliche Palas wurde im 16. Jahrhundert, vermutlich beim Wiederaufbau nach der Zerstörung von 1525, zum Werkstattbau umgenutzt, wovon seine heutige Bezeichnung als Bandhaus (Küferwerkstatt) herrührt. Der heute als Palas bezeichnete Bau entstand im 16. Jahrhundert. Aufgrund der starken Umbauten und des jahrhundertelangen Zerfalls können die Räume der Gebäude nicht mehr eindeutig zugeordnet werden.
Um die Kernburg legen sich spiralförmig zwei- bis dreifache Zwingermauern. Bis zum Haupttor der Anlage sind drei Vortore zu passieren, deren mittleres unter Pfalzgraf Otto I. 1436 erbaut wurde und noch einen zweigeschossigen Wehrturm mit Wehrgang aufweist. Das dritte Tor zeigt eine Neidfratze, die böse Geister aus der Burg fernhalten soll.
Die Burg ist seit 1973 im Besitz der Stadt Sinsheim, die viel Geld in die Restaurierung der Burganlage investiert. Von der Kernburg sind die Ringmauer und der Bergfried weitestgehend erhalten und saniert. In den neuzeitlichen Wirtschaftsgebäuden innerhalb der Kernburg befindet sich heute ein Restaurantbetrieb.

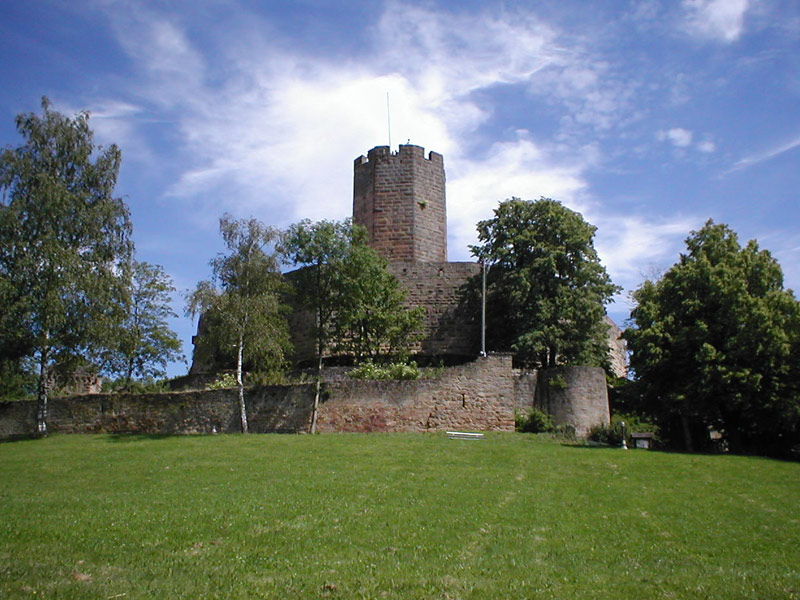
Blick auf die Burg
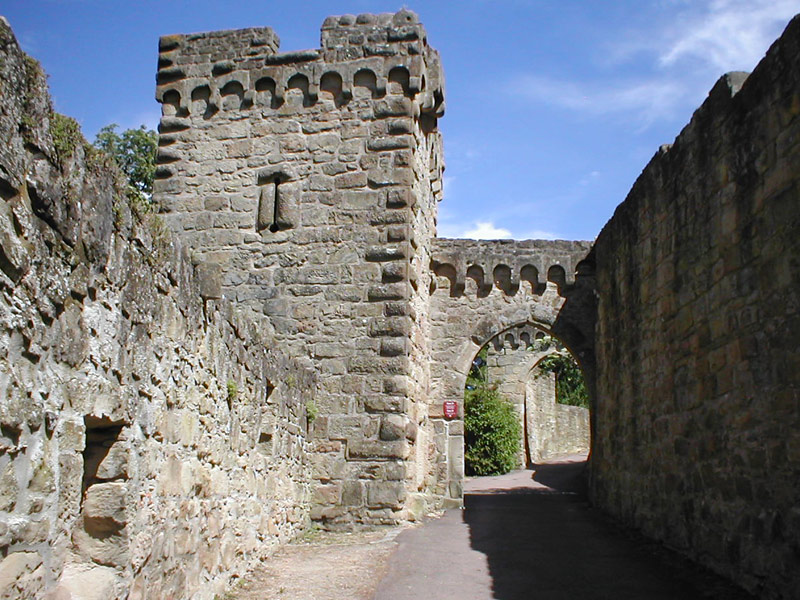
Zweites Tor mit Torturm, 1436
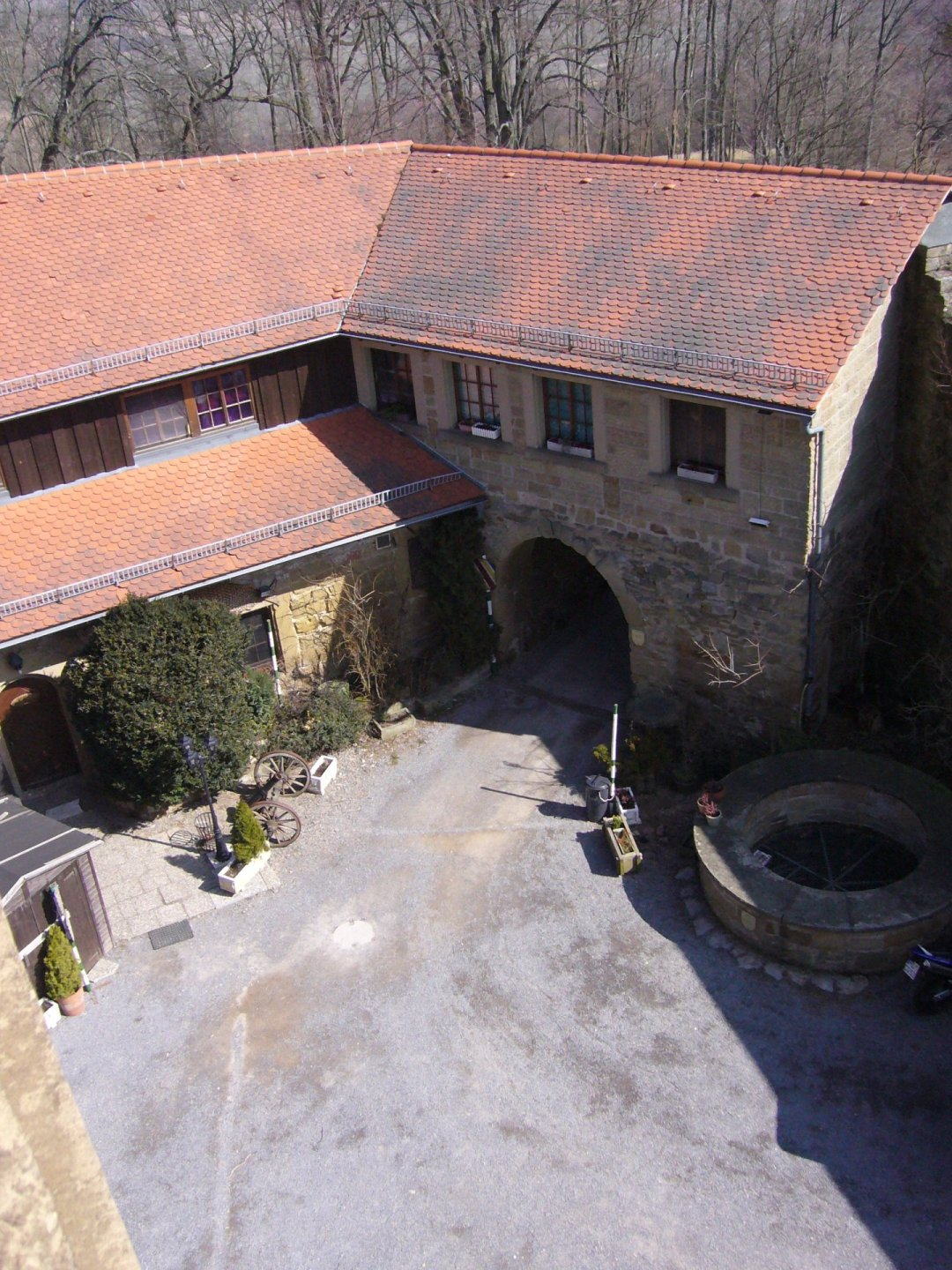
Blick vom Turm in den Innenhof mit Torhaus
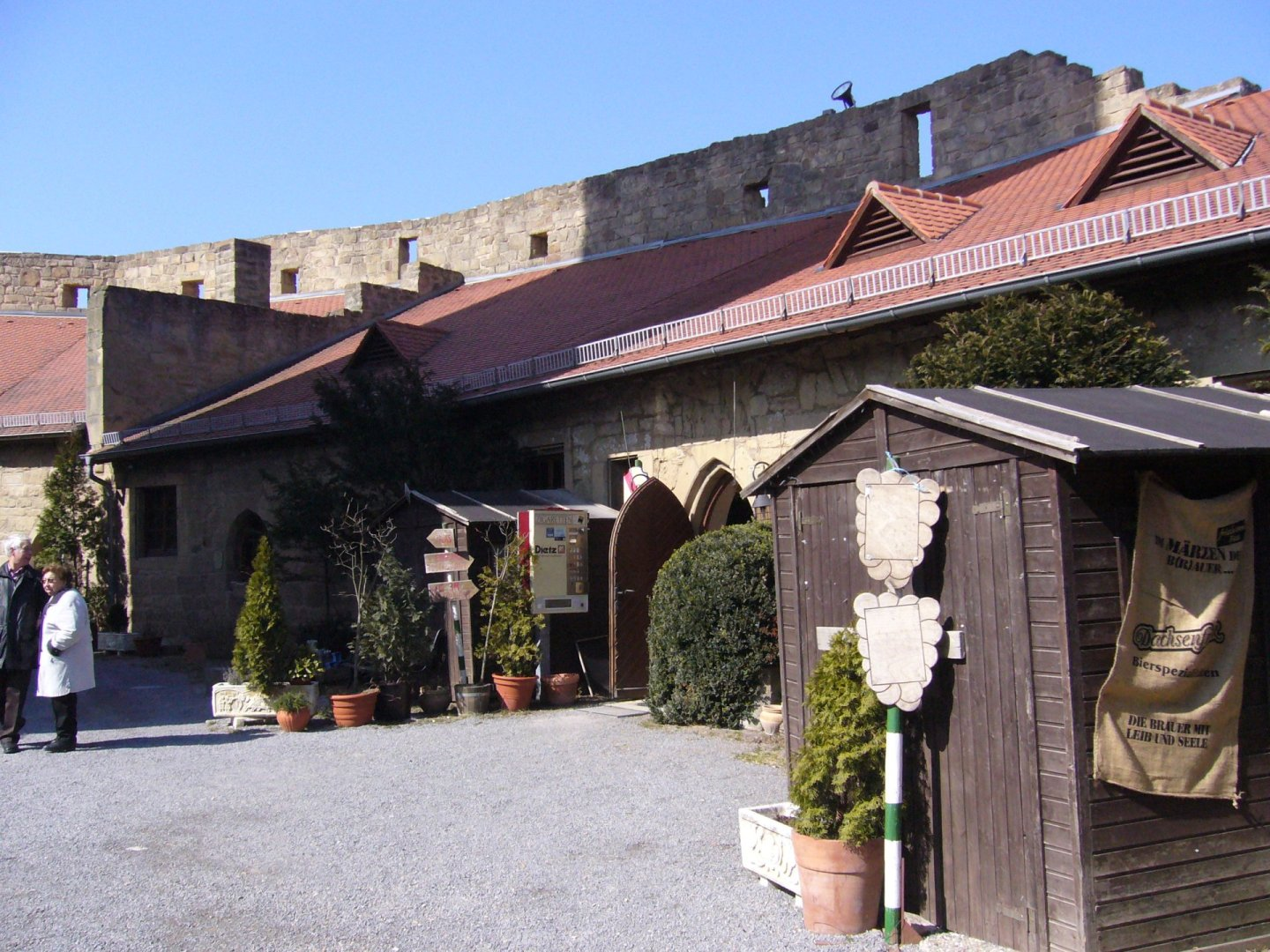
Wirtschaftsgebäude im Innenhof
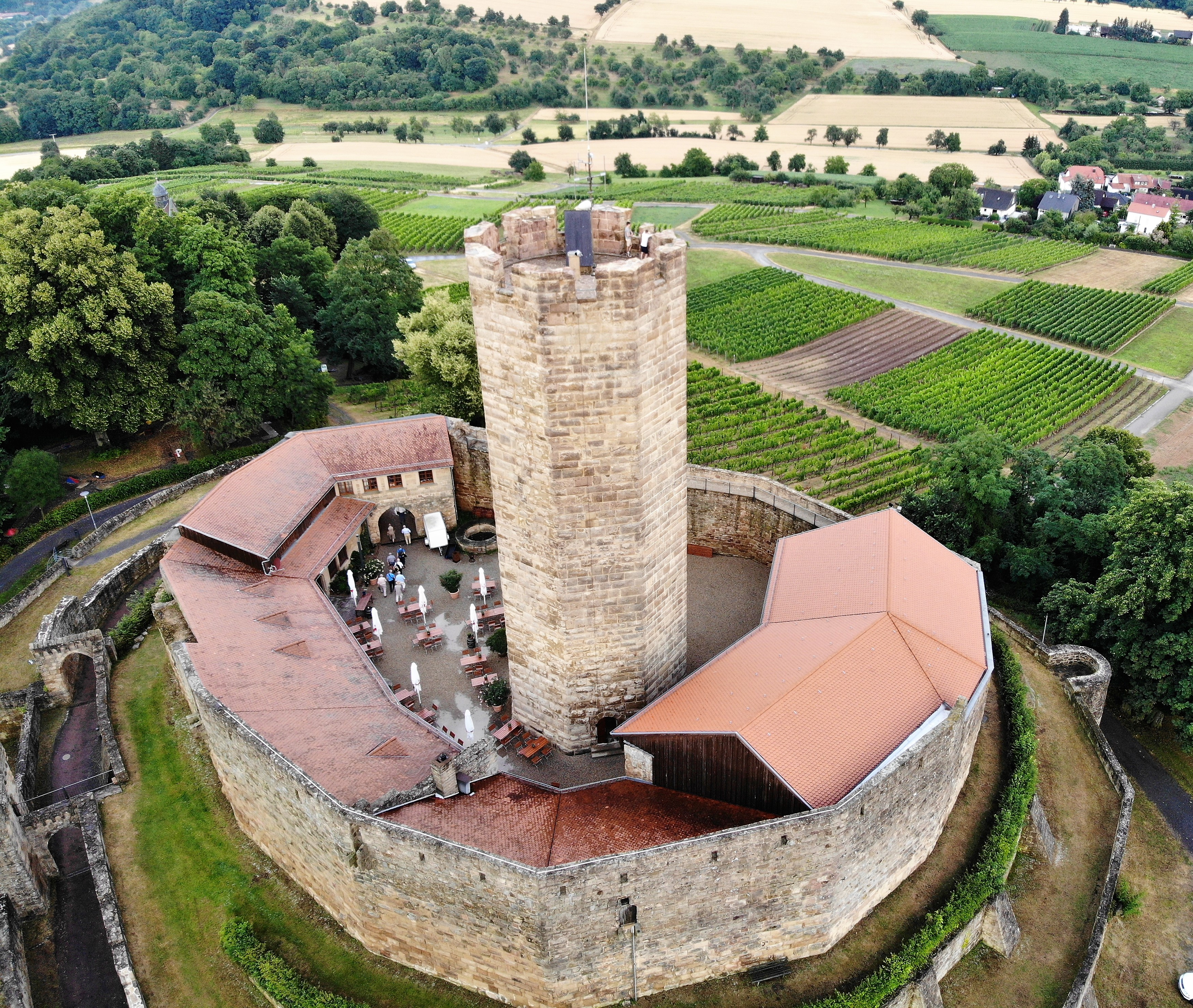
Gesamtansicht von Süden von oben
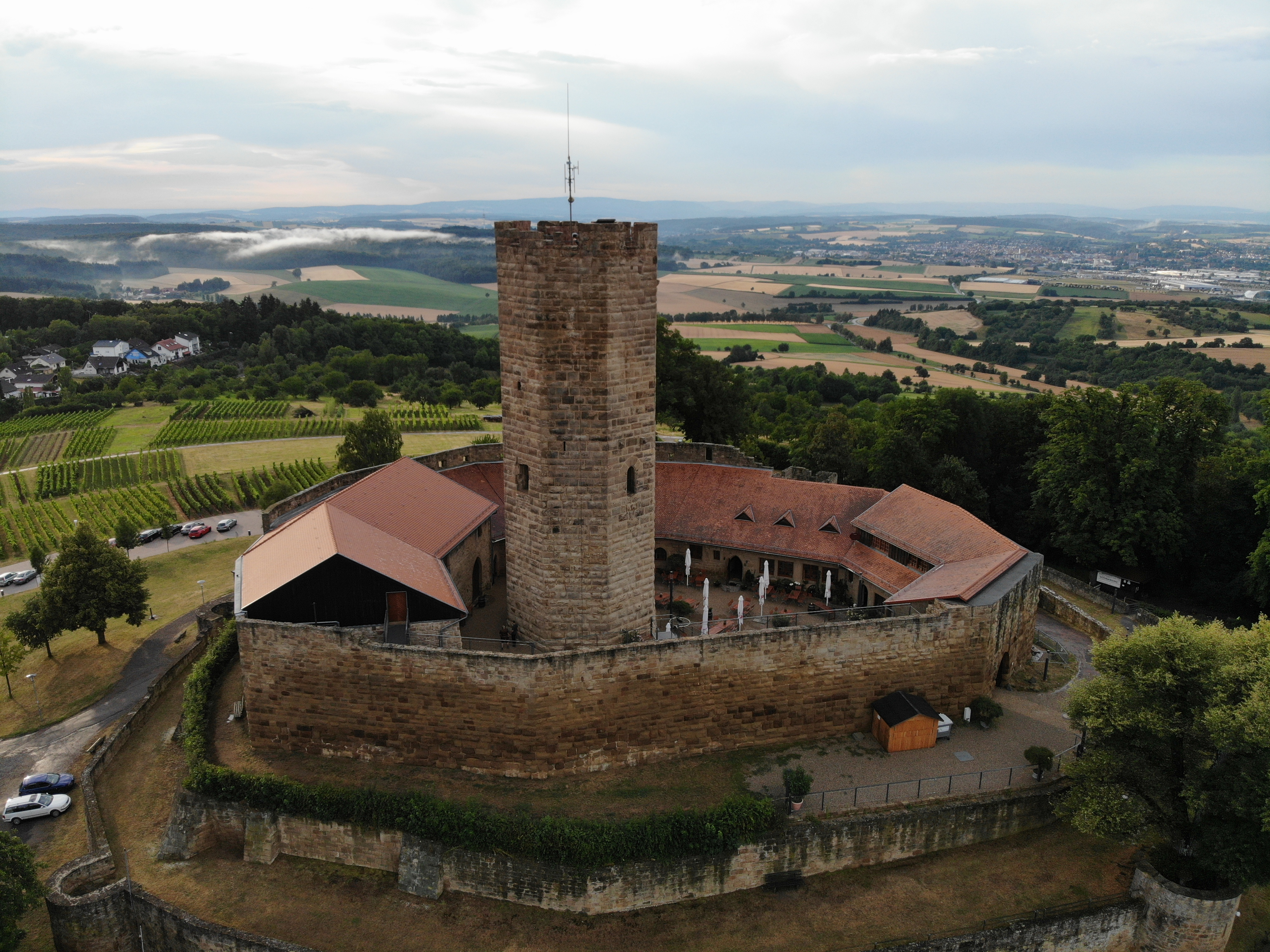
Abendstimmung
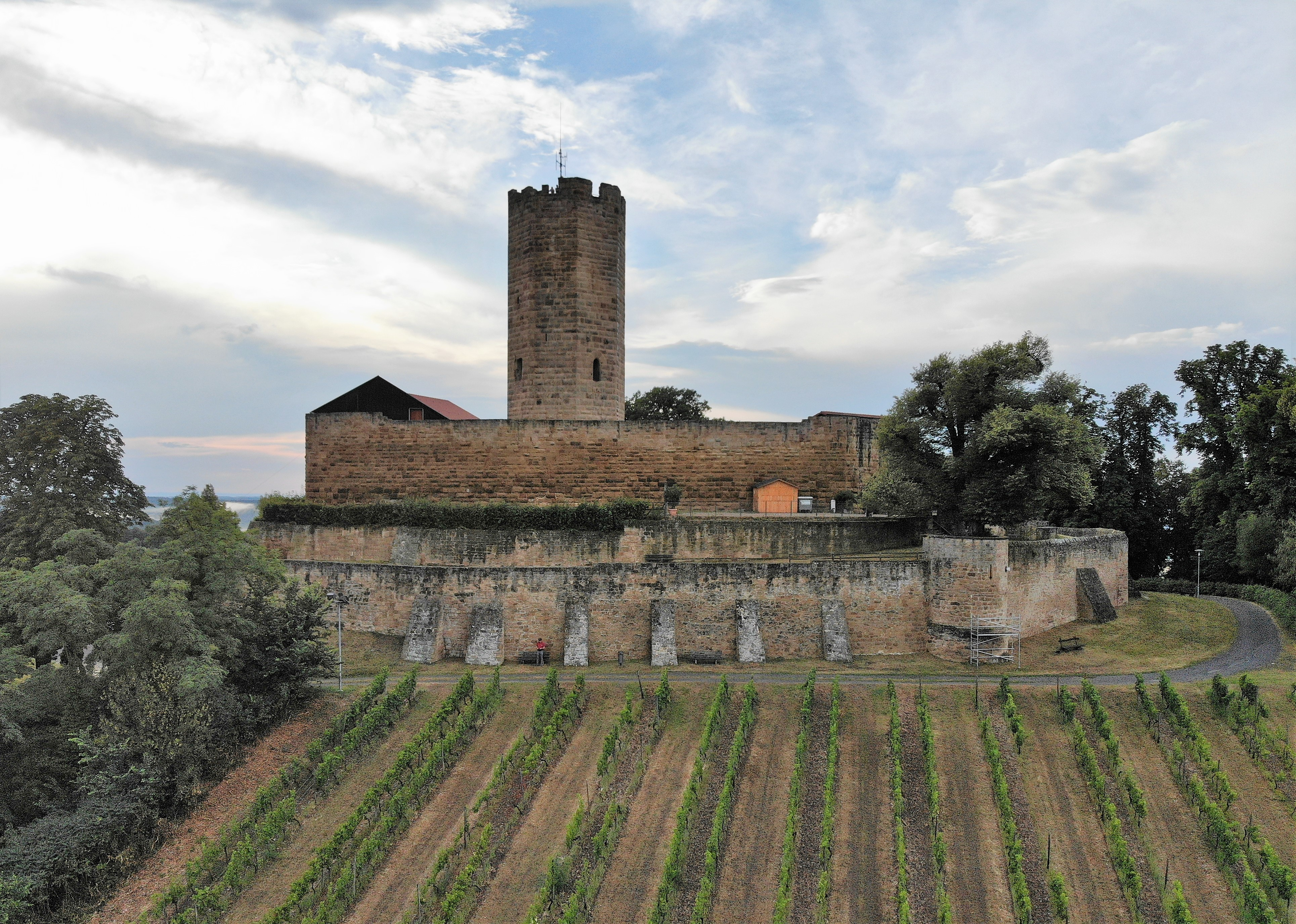
Gesamtansicht von Süden frontal

## Radverkehr
Um die Burg Steinsberg herum verläuft die Burgen-Tour Kraichgau-Stromberg, eine etwa 52 Kilometer lange regionale Radroute, die die Burgruine mit den umliegenden Orten Steinsfurt und Waldangelloch verbindet.